# 萨莫耶德人 (艺术品)
萨莫耶德人是一个在1780年至1800年期间诞生于俄罗斯圣彼得堡的陶塑。1779年，圣彼得堡御瓷厂的吉恩·多米尼克·罗歇特制造了萨莫耶德人陶塑模具，使其成为工厂大规模生产的产品。该系列产品的生产工作从1780年一直持续至1804年为止，常作为礼物赠送给外国政要。

## 简介
萨莫耶德人，又称作萨摩耶人，用於統稱居住在西伯利亚、屬於乌拉尔语系萨莫耶德语族的一些民族。虽然这是一个语言上的而不是民族、文化上的分类，但萨莫耶德人早已形成了自己独特的文化。在凯瑟琳大帝的赞助下，位于圣彼得堡的圣彼得堡御瓷厂进入了繁荣时期。该御瓷厂主要服务于皇家，其生产出的作品常作为礼物赠送给外国政要。萨莫耶德人陶塑全高约21.6厘米，在陶塑上印有字样。1982年，由杰克与贝尔·林斯基赠送给大都会艺术博物馆。